# 아카데미로
아카데미로(Academy-ro)는 인천광역시 연수구 송도동에 있는 도로로, 총 연장은 8.056 km이다. 해당 도로명은 인천대학교를 통과하는 도로로, 교육 기관을 반영하는 것에서 유래되었다.

## 역사
- 2009년 5월 14일 : 도로명으로 아카데미로를 고시

## 주요 경유지
- 인천광역시
  - 연수구 (송도동)

## 접촉하는 도로
- 서해대로 (아암3교를 통해 직결)
- 국제항만대로
- 랜드마크로
- 컨벤시아대로
- 하모니로
- 송도국제대로
- 송도미래로 (직결)

## 사진

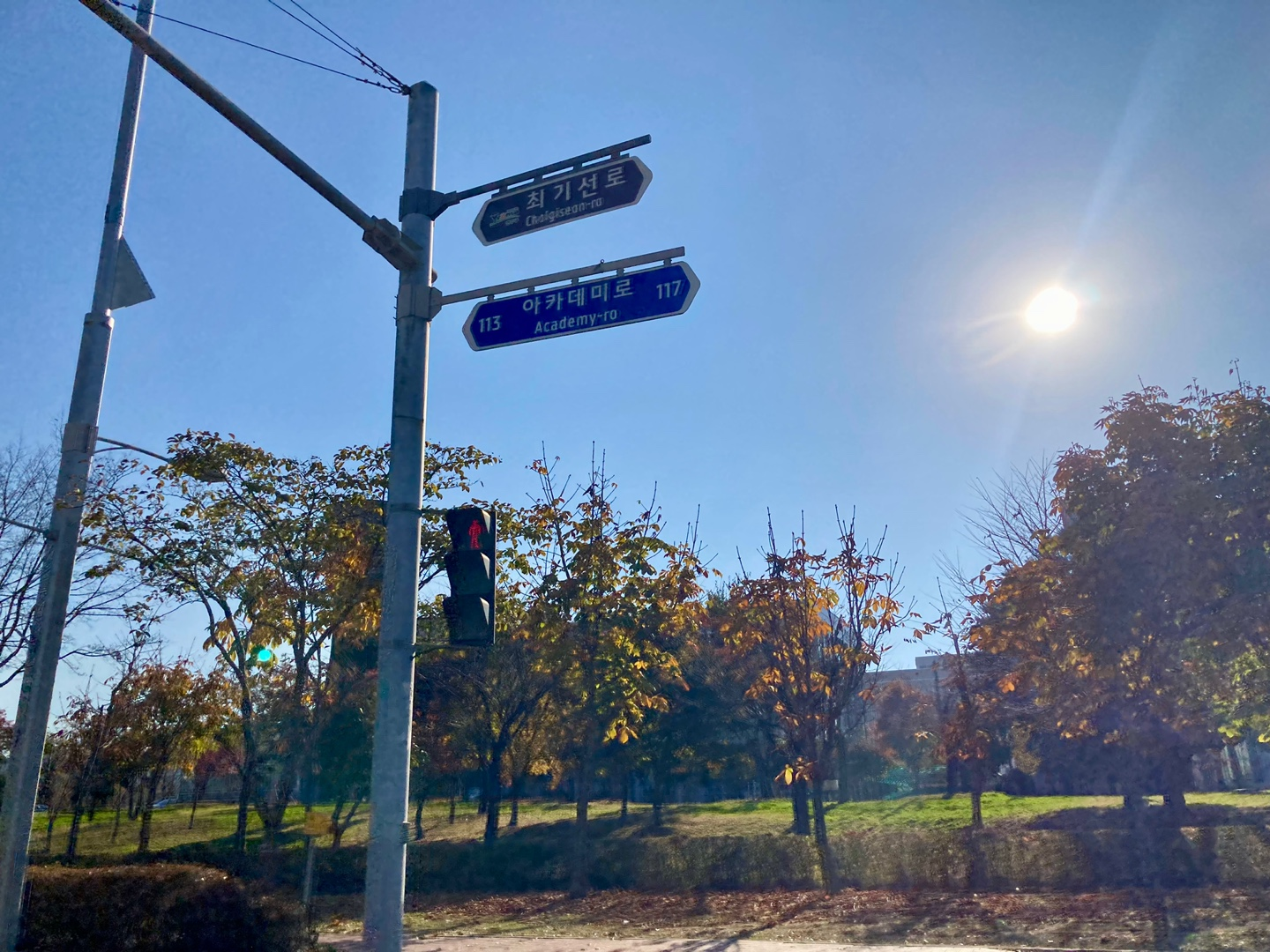
아카데미로 표지판
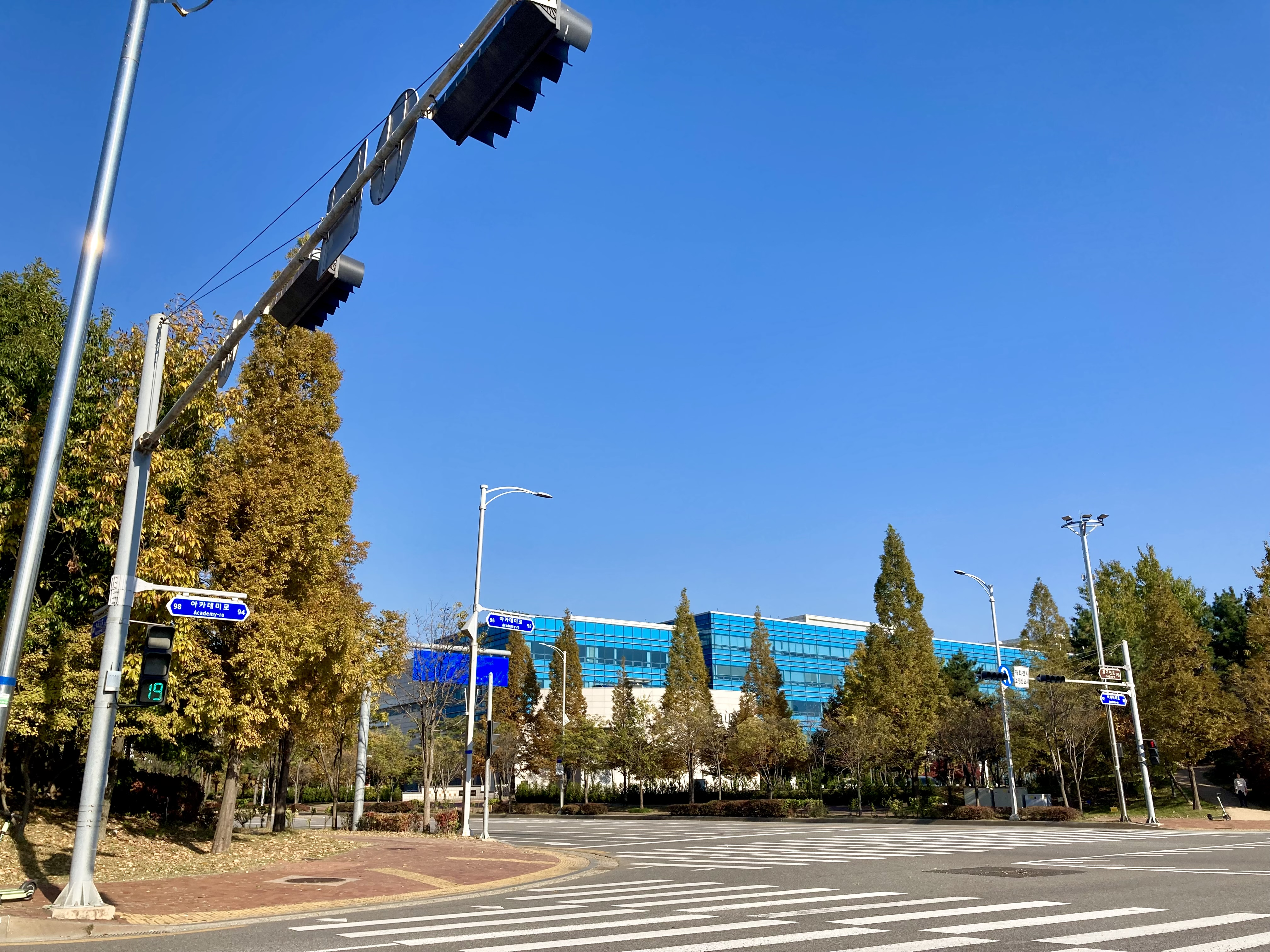
아카데미로 풍경
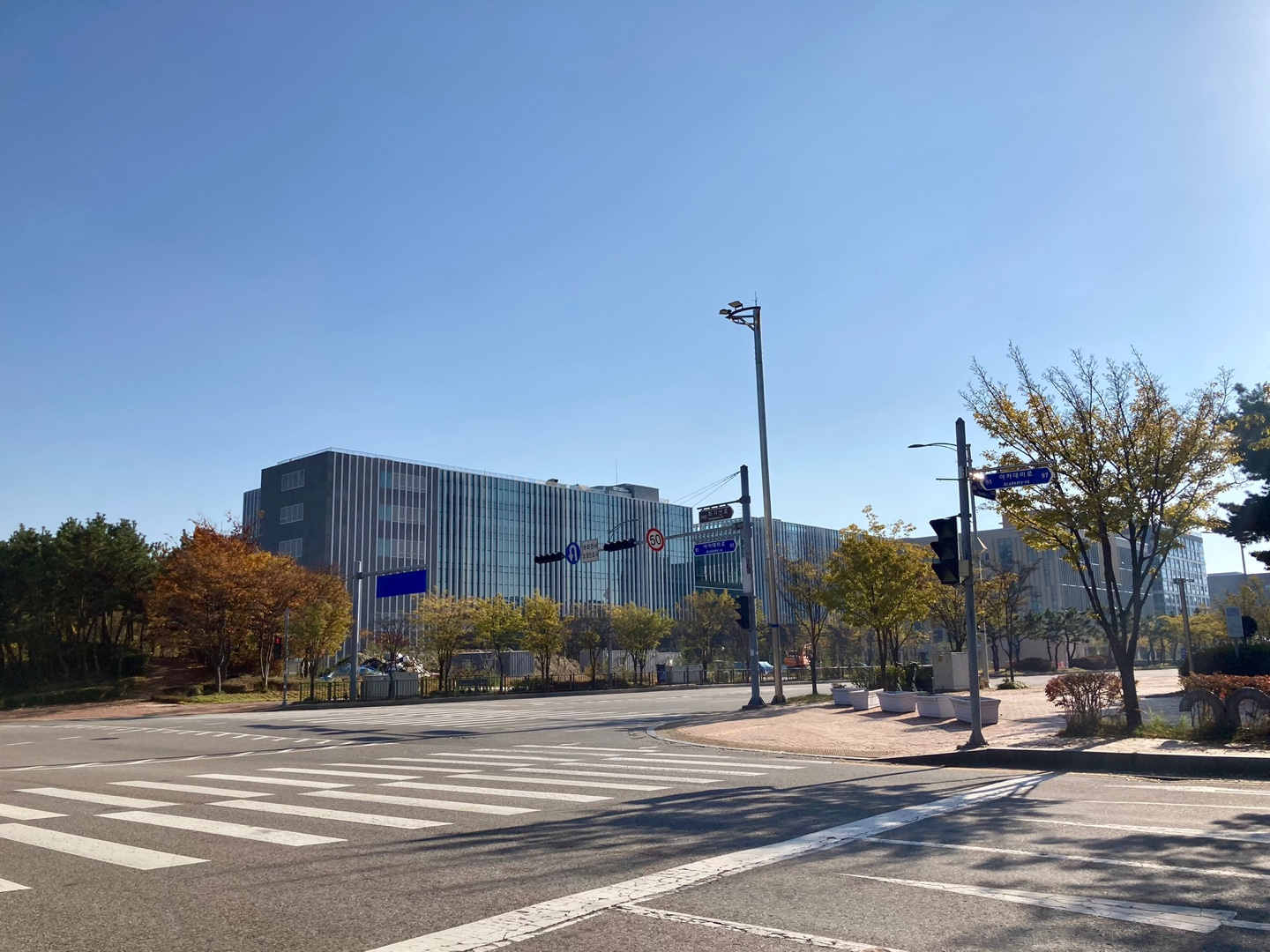
아카데미로 교차로

## 주변 시설
- 셀트리온 (아카데미로 23/송도동 13-6)
- 인천대학교 (아카데미로 119/송도동 12-1)
- 인천과학예술영재학교 (아카데미로 192/송도동 115)
- 잭니클라우스골프클럽 (아카데미로 209/송도동 117)
- 인천예송중학교 (아카데미로 212/송도동 114-1)
- 생활폐기물자동집하시설 (아카데미로 268/송도동 32-17)
- 힐스테이트 레이크 송도2차아파트 (아카데미로 446/송도동 397-8)
- 인천송담초등학교 (아카데미로 627/송도동 320-1)
- 인천중앙교회 (아카데미로 653/송도동 309-5)
- 인천미송초등학교 (아카데미로 667/송도동 309-1)
- 인천미송중학교 (아카데미로 679/송도동 308-4)